# Świnia palawańska
Świnia palawańska (Sus ahoenobarbus) – gatunek ssaka, kopytnego z rodziny świniowatych. Przypomina z wyglądu świnię brodatą, od której jest trochę mniejszy. Futro ciemnobrązowe, wyróżnia się jaśniejsza grzywa na głowie i grzbiecie oraz biała broda. Prosięta pasiaste. Zamieszkuje Palawan i okoliczne mniejsze wyspy. Zasiedla różnego rodzaju lasy, ale też mokradła i tereny trawiaste, niekiedy zapuszcza się na tereny rolnicze, przez co pada ofiarą odwetu ludzi. Zwierzę aktywne zmierzchem i świtem bądź nocą, żyje prawdopodobnie w grupach, wszystkożerca, zwyczaje słabo poznane. Gatunek bliski zagrożeniu wyginięciem.

## Budowa
Długość głowy i tułowia wynosi między 100 a 160 cm, czemu towarzyszy ogon mierzący od 15 do 25 cm, a więc wymiary ustępują rozmiarom podobnej świni brodatej. Wysokość świni palawańskiej wynosi 100 cm, a waży ona do 150 kg, a więc już niekoniecznie więcej od świni brodatej.
Ciało świni palawańskiej pokrywa rzadkie a szczeciniaste futro. Ma ono barwę ogólnie czarnobrązową, przy czym wyróżnia się biegnąca od szczytu głowy w kierunku zadu grzywa bielszych włosów. Dla odróżnienia świnia wisajska nosi dłuższą grzywę czarnych włosów, niekiedy opadających na oczy. Ponadto policzki i podgardle świni palawańskiej, podobnie jak brodatej, ale nie wisajskiej, porasta broda białych włosów. Jako że okolice wokół oczu, czoła i bardziej ku przodowi leżąca okolica pyska są czarne, przywodzi to badaczom na myśl maskę.
Odmienne jest ubarwienie prosiąt, które nie mają brody, grzywy ani brodawek. Ich tułowiem biegną trzy pomarańczowe pasy, z których boczny jest najszerszy i zajmuje większą część boku zwierzęcia. Pasy ciągną się aż do zadu. U licznych bowiem gatunków świniowatych młode są pasiaście ubarwione, czego przykładem także wspominana już świnia wisajska czy też dzik euroazjatycki.
Czaszka jest krótsza niż u świni brodatej.

## Systematyka

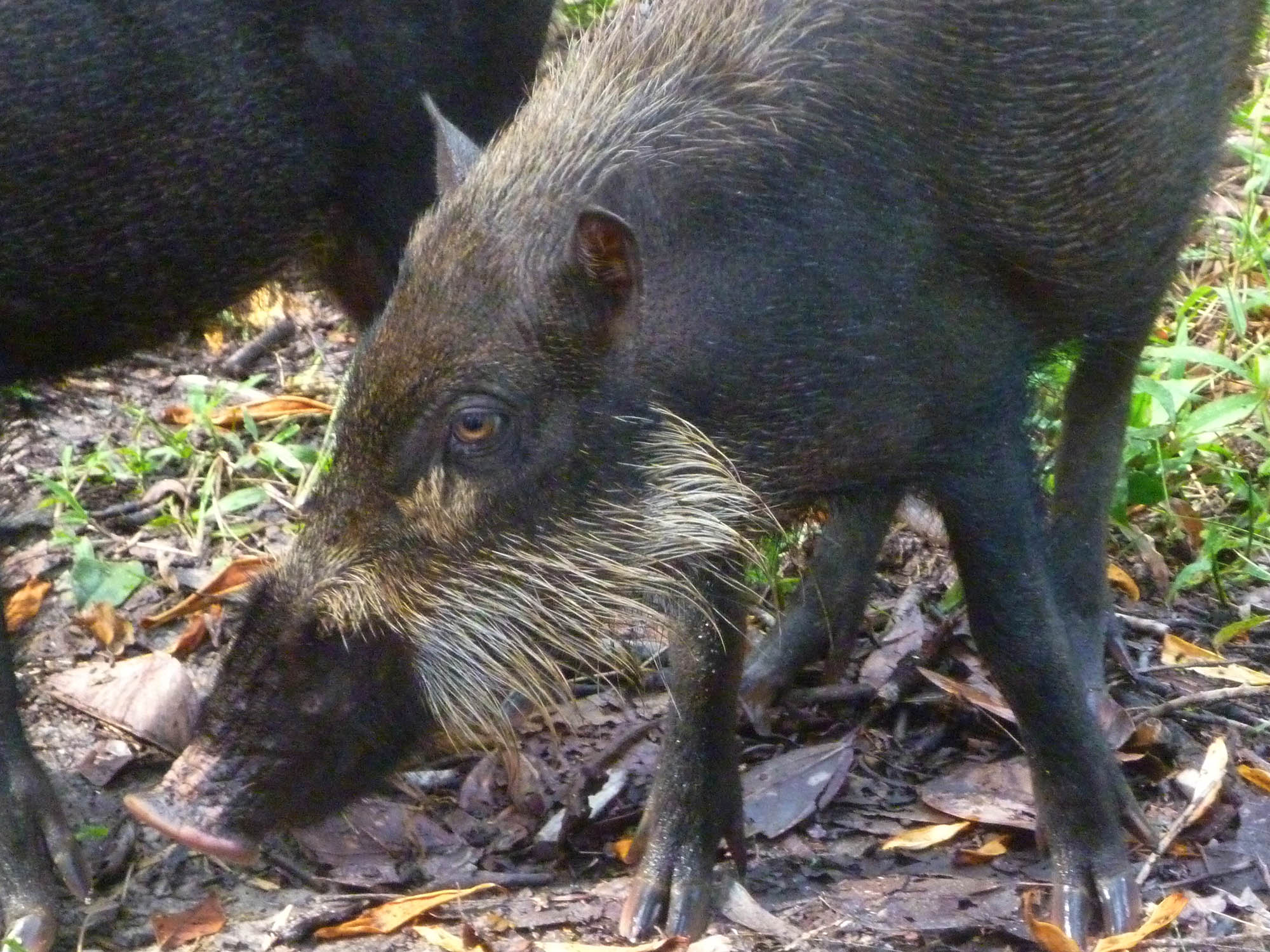
Świnię palawańską opisano jako podgatunek podobnej doń świni brodatej

Świnię palawańską opisał w 1888 Huet. Jako miejsce typowe podał Palauan, mając na myśli wyspę Palawan. W Handbook of the Mammals of the World znajduje się informacja, jakoby nie uznawał jej wtedy za osobny gatunek świni, ale opisał ją jako podgatunek świni brodatej, innego gatunku zamieszkującej Indonezję świni opisanej pół wieku wcześniej. Użyłby więc nazwy Sus barbatus ahoenobarbus. Jednakże w publikacji z 1888 Huet używa nazwy Sus ahoenobarbus.
Bez względu na status gatunkowy świnia ta zalicza się do rodziny świniowatych (Suidae). Obecnie rodzinę tę reprezentuje 18 gatunków. Wszystkie należą do tej samej podrodziny Suinae, która pojawiła się w Europie bądź na zachodzie Azji w środkowym miocenie. Następnie uległy radiacji adaptacyjnej, dzieląc się na liczne rodzaje w kilku plemionach, do których należą Suini. Plemię to obejmuje współczesny rodzaj Sus, czyli świnia. Świnie te dzieli się dalej na dwie główne grupy w zależności od wyglądu twarzy. Do pierwszej należy dzik euroazjatycki, gatunek o gładkiej twarzy liczny w podgatunki. Do drugiej należą gatunki zwane po angielsku Warty Pigs, czyli świniami brodawkowatymi, noszące na twarzy brodawki. Do nich właśnie należy świnia palawańska, jak też i brodata. Ich różnicowanie, związane z oddzielaniem się populacji na wyspach, przypada na pliocen, pomiędzy 4 a 2,5 milionami lat temu.
Później doniesiono jednak o istotnych różnicach dzielących świnię palawańską i świnię brodatą. Co więcej, wykonane badania mtDNA wskazały na bliższe pokrewieństwo świni palawańskiej ze świnią wisajską, gatunkiem zamieszkującym Filipiny, a nie Indonezję, niż ze świnią brodatą. Z drugiej strony Meijaard i inni podkreślają podobieństwo anatomiczne świni palawańskiej i brodatej, w tym obecność białawej brody, a brak wydatnych brodawek na twarzy obecnych u świni filipińskiej czy grzywy też obecnej u świni filipińskiej, a jeszcze wydatniejszej i opadającej na oczy u świni wisajskiej. Jako kolejny argument za bliskim pokrewieństwem świń palawańskiej i brodatej jest kariotyp. Oba gatunki liczą bowiem po 38 chromosomów, a więc o 2 więcej niż u świń wisajskiej czy filipińskiej. Nowsze, nieznane jeszcze Meijaardowi i innym badania podają w ogóle u świni wisajskiej tylko 34 chromosomy. W każdym razie autorzy Handbook of the Mammals of the World widzą w świni palawańskiej bliską krewną świni brodatej, prawdopodobnie jej skarłowaciałą formę. Zauważają jednak potrzebę dalszych badań. Jako inne wytłumaczenie pewnych cech łączących świnie palawańską i wisajską podają krzyżowanie się obu gatunków. Wydaje się, że świnia wisajska jest najbardziej bazalnym gatunkiem z tej grupy.
Podgatunków się nie wyróżnia. W latach 50. XX wieku postulowano istnienie odrębnej formy calamianensis na podstawie badań dwóch młodocianych osobników, formy takiej się jednak nie wyróżnia.

## Tryb życia
Na terenach dzikich, dalekich od ludzkiej działalności, świnia palawańska aktywna jest zmierzchem i porankiem. Na obszarach zasiedlonych przez człowieka przerzuca swą aktywność na noc. Mało wiadomo o jej strukturze społecznej. Lokalna ludność, w tym myśliwi podają, że widują zwykle grupy 2–3 świń, prawdopodobnie grupy rodzinne. Nie można jednak wykluczyć, że w miejscach mniej dotkniętych presją antropogeniczną występują większe stada świń palawańskich.
Nie ma żadnych informacji opisujących rozród świni palawańskiej. Świniowate ogólnie znane są z szybkiego rozrodu. Prosięta nie mają brody, nie mają grzywy, ich pysk nie wyróżnia się zbytnio. Natomiast ich tułowiem biegną trzy pomarańczowe pasy, z których boczny jest najszerszy i zajmuje większą część boku zwierzęcia. Pasy ciągną się aż do zadu.

## Rozmieszczenie geograficzne
Świnia palawańska ma ograniczony zasięg występowania. Jest endemitem Filipin, jak pewni inni przedstawiciele swego rodzaju. Zajmuje wyspę Palawan i mniejsze okoliczne wyspy, jak Busuanga, Bacbac, Calauit, Coron, Culion i Dumaran, Marily, Linapacan, Bugsuc, Balabac i Ramos, a także Pandanan. Na Bulalacao prawdopodobnie została wytrzebiona. IUCN podaje 10 lokalizacji. Wymienia też szczątki kopalne z El Nido i Quezon na Palawanie, pochodzące z późnego plejstocenu-późnego holocenu.

## Ekologia
Gatunek zalicza się do regionu fauny palawańskiej, jest ostatnim przedstawicielem wielkich ssaków tejże fauny. Świnia palawańska jest zwierzęciem leśnym. Zasiedla i lasy pierwotne, i wtórne. Zajmuje tereny od poziomu morza do wysokości 1500 m. Zamieszkuje z jednej strony wilgotne lasy deszczowe i mangrowce, z drugiej bardziej suche tereny zadrzewione i trawiaste. Nie unika terenów zasiedlonych przez człowieka i użytkowanych przezeń rolniczo. Zapuszcza się regularnie na mokradła. Lokalnie zwana jest nawet trawiastą świnią.
Nie poświęcono odrębnych badań jadłospisowi świni palawańskiej. Autorzy podejrzewają jednak, że nie przedstawia on istotnych różnic od pożywienia świni brodatej. Ogólnie świniowate są wszystkożercami, świnia brodata w szczególności konsumuje przede wszystkim różne rośliny, uwielbiając szczególnie bogate w tłuszcze owoce bobowatych i dwuskrzydłowatych, ale także grzyby, korzenie, bezkręgowce i niewielkie kręgowce. Wedle niektórych autorów łatwiej byłoby wymienić, czego świnia brodata nie je, niemniej znana jest z konsumpcji masowo pojawiających się leśnych owoców, pełniąc w efekcie istotną rolę w rozsiewaniu nasion.

## Zagrożenia i ochrona

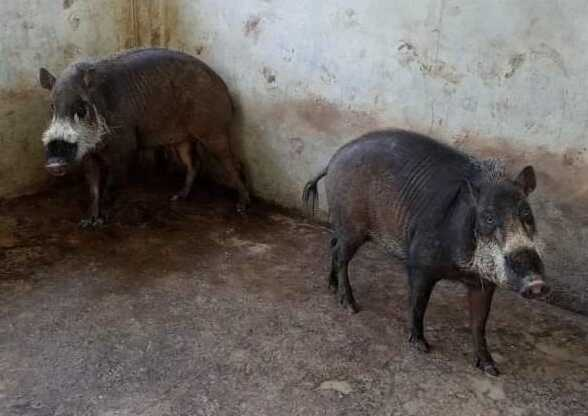
Palawan Council for Sustainable Development podejmuje działania w kierunku ochrony świni palawańskiej

Całkowita liczebność gatunku obniża się, jednak występuje on jeszcze dość szeroko i nie jest znacznie pofragmentowany. W niektórych okolicach jest jeszcze pospolity (Mantalingahan, Victoria/Anepaha, góry Pandanan, do niedawna Calauit). Międzynarodowa Unia Ochrony Przyrody (IUCN) po raz pierwszy wypowiedziała się o świni palawańskiej jeszcze jako o Sus barbatus ahoenobarbus, oceniając podgatunek jako rzadki (rare) w 1994. 2 lata później oceniła go jako podgatunek niskiego ryzyka. W 2000 uznała go za narażony na wyginięcie. W 2008 podtrzymała kategorię zagrożenia przy uznaniu za osobny gatunek. Ostatnia ocena z 2016 opublikowana w 2017 zmniejsza kategorię do gatunku bliskiego zagrożenia.
Do zagrożeń należą polowania przez człowieka dla utrzymania się i sprzedaży mięsa, dwa razy droższego od wieprzowiny świni domowej. Polowania nasilają się w porze owocowania, kiedy świnie zbierają się pod drzewami. Myśliwi korzystają z wnyków i psów, świnie zabijane są też za pomocą bomb pig bombs, niewielkich kul wielkości piłki pingpongowej, niekiedy z wydrążonego batata, wypełnionych prochem, kawałkami porcelany, szkła i metalu, ale też pastą rybną bądź innym pokarmem o intensywnym zapachu mającym zwabić świnie. Bomby takie zakopuje się na szlakach uczęszczanych przez świnie bądź na skraju pól na brzegu lasu. Świnia odkopuje je i nagryza, prowokując wybuch, który zabija zwierzę bądź wywołuje drastyczne obrażenia, umożliwiające potem myśliwym dopadnięcie broczącego krwią osobnika i dobicie go następnego dnia. Najczęściej nie umiera od razu od wybuchu, lecz agonia przedłuża się. Mięso świń palawańskich figuruje nie tylko w lokalnych jadłodajniach, ale też restauracjach stolicy wyspy Puerto Princesa. Sprzedaje się także prosięta, niekiedy trzymane jako zwierzęta domowe, a niekiedy hodowane w celu utuczenia i zjedzenia. Innym zagrożeniem jest wypaleniskowe rolnictwo kaingin, a także górnictwo. Na Palawanie obecne są także dzikie świnie domowe, potomkowie świń wprowadzonych przez człowieka. Świnie takie mają w zwyczaju krzyżować się z dzikimi gatunkami świń, ale nie wiadomo, czy zjawisko to ma miejsce także na Palawanie.
Świnię palawańską oficjalnie chroni prawo, jednakże prawo to często nie jest egzekwowane. Prowadzi się też pewne działania informacyjne wśród miejscowej ludności. Obecnie jednak ludność ta podejmuje na świniach palawańskich działalność odwetową za niszczenie plonów, przy cichej aprobacie władz. Bieda i brak środków do życia skutkują rozwojem rolnictwa na terenach oficjalnie objętych ochroną, niemniej na świnie polują często osoby wcale nie potrzebujące dziczyzny do przeżycia, a raczej chcące się zabawić bądź kierowane tradycją. Skuteczna ochrona wymagałaby powołania nowych i rzeczywiście objętych ochroną terenów chronionych.